# Tardenoisien
 (juillet 2010).
Le Tardenoisien (parfois appelé Beuronien) désigne des industries mésolithiques (entre le Paléolithique et le Néolithique) à nombreux microlithes en forme de trapèze, développées entre 10 000 et 5 000 ans avant notre ère. 

## Découverte
Il a été découvert en 1885 par Émile Taté à Coincy dans l'Aisne.

## Localisation
Son nom est lié à la région du Tardenois. Il est surtout connu dans le centre et l'est du Bassin parisien, mais des cultures similaires sont aussi connues en Europe centrale et orientale (complexe ou tardenoisien nord-ouest pontique), de même que dans le sud de la Grande-Bretagne (Horsham points) alors reliés au continent par le Doggerland. 
Il occupe tout le mésolithique jusqu'au début du Néolithique, entre -5 500 (certaines régions continentales) et -4 500 (Îles Britanniques), variable selon la région.
Le Sauveterrien récent à trapèzes du Sud-Ouest de la France, qui succède au Sauveterrien classique, était autrefois qualifié de tardenoisien ou tardenoïde. Cette industrie microlithique connue dans les gisements du Martinet et du Cuzoul de Gramat pourrait correspondre à la fin du Mésolithique et au Néolithique ancien.

## Caractéristiques
L'apparition des microlithes en plus grande quantité suggère une plus grande utilisation de l'arc pour la chasse.